# Dyn'Aéro CR100
Le Dyn'Aéro CR100 est un avion de voltige biplace destiné à la formation initiale jusqu'à la compétition en biplace (CF2 en France).

## Histoire
Il a été fabriqué par la société Dyn'Aéro implantée à Darois proche de Dijon jusqu'en 2012. L'entreprise Aero 3D située à Lyon a repris la production en 2015.
L'aile est partiellement ou totalement réalisée en carbone et les motorisations sont des Lycoming AEIO-360 à injection de 180 ch, ce qui le met en concurrence directe avec le Cap 10.
L'avion peut aussi être équipé d'une hélice à pas variable et du moteur AEIO-360 dans sa variante 200 ch ce qui le positionne en concurrent immédiat de l'EXTRA 200.
Le CR100 est disponible en kit ou complet en version train classique ou train tricycle CR100T et en version haute performance CR120.
Son principal atout est un rapport prix performance excellent et son principal défaut est qu'il n'est pas certifié.
Le CR100 est surnommé « barque à fond plat » par les voltigeurs du fait de sa faible garde au sol, l'avion parait très bas sur ses roues.

## Modèles

### CR100
Le CR100 est le modèle originel avec 180 ch.

### CR100T
Le CR100T est la version à train tricycle. Les premiers vols ont eu lieu en novembre 2000.

### CR110
Le CR110 est une évolution du CR100 avec 200 ch.

### CR120
Le CR120 est une évolution du CR100 avec 200 ch, une envergure réduite et de plus grands ailerons. Les premiers vols ont eu lieu en septembre 1996.